# 岩滩镇
岩滩镇，是中华人民共和国广西壮族自治区河池市大化瑶族自治县下辖的一个乡镇级行政单位。

## 行政区划
岩滩镇下辖以下地区：
协合村、棉山村、六说村、吉发村、下皇村、常吉村、古龙村和东扛村。